# Лос Навегантес
Вилла Лос Навегантис («деревня штурманов» (исп. Villa Los Navegantes) — один из районов города Пичилему, имеющий периметр около полутора километров.

## История
Основан в 1997 году, за 5 лет строительства было построено около 30 домов. Улицы прокладывались прямые и взаимно перпендикулярные.
Есть небольшой стадион, на котором жители играют в футбол, баскетбол и теннис.

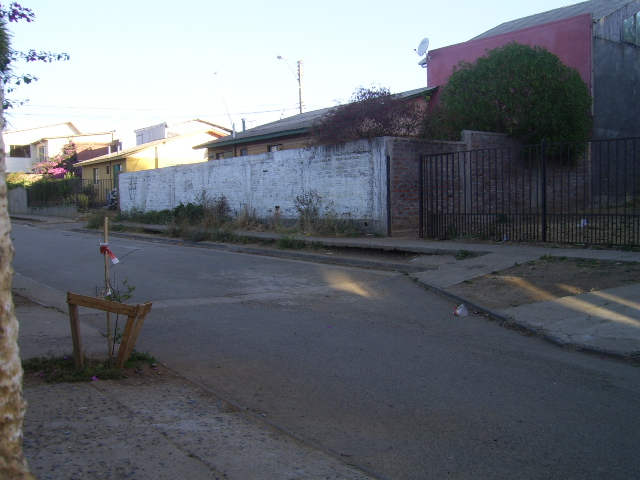
Улица Себастьяна Элькано в Вилла Лос Навегантис

Глава района — Роберто Кордова.

## Население
В районе проживает около 200 человек. Большинство взрослых жителей района работают в сфере образования и в местном в муниципалитете.